# Métaphore
Immobile, ouvrant l’œil à moitié sous ses voiles,

Quel dieu, quel moissonneur de l’éternel été,

Avait, en s’en allant, négligemment jeté

Cette faucille d’or dans le champ des étoiles.
— Victor Hugo, Booz endormi

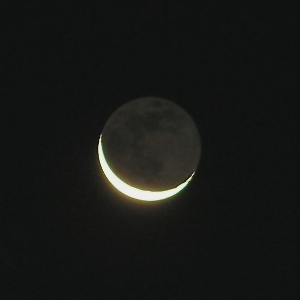

La métaphore, du latin metaphora, lui-même issu du grec ancien μεταφορά / metaphorá, « transport du sens propre au sens figuré, métaphore », est une figure de style fondée sur l'analogie. Elle désigne une chose par une autre qui lui ressemble ou partage avec elle une qualité essentielle. La métaphore est différente d'une comparaison ; la comparaison affirme une similitude : « La lune ressemble à une faucille » ; tandis que la métaphore la laisse deviner, comme quand Victor Hugo écrit « cette faucille d’or dans le champ des étoiles. » Le contexte est nécessaire à la compréhension de la métaphore.
La métaphore s'emploie dans le langage quotidien avec l'emploi d'épithètes (« un cadeau royal »), aussi bien que dans le langage soutenu de la littérature et particulièrement dans l'expression poétique. L'invention de métaphores est une des attractions majeures de la création littéraire. Une métaphore courante est un cliché ; si elle est entièrement passée dans le langage (comme « à la tête » signifie « au poste d'autorité »), on peut la considérer comme une catachrèse.
Le concept de métaphore est issu de la rhétorique, qui en étudie la constitution, les types, l'usage. La linguistique découvre dans la métaphore un aspect fondamental du langage. Les sciences humaines la situent dans le contexte de la formation des symboles. La psychologie s'intéresse à travers la métaphore aux relations entre le langage, le psychisme, les connaissances et les sentiments, la sociologie à son importance dans la communication et aux conditions dans laquelle elle peut être comprise dans un groupe humain.

## Principes
Définitions
Les divergences de définition de la métaphore concernent l'extension du concept.
Le philosophe grec Aristote est le premier, dans sa Poétique (certainement vers -347), à évoquer la métaphore comme procédé majeur de la langue. Il explique ainsi l'origine de l'étymologie de la figure, qui renvoie à la notion de transport : « La métaphore consiste à transporter le sens d'un mot différent soit du genre à l'espèce, soit de l'espèce au genre, soit de l'espèce à l'espèce, soit par analogie ».
Pour le Romain, maître d'Herennius, la métaphore " transfère un mot d'une chose à une autre parce que la similitude semble autoriser ce transfert. Elle sert à mettre une chose sous les yeux.., à abréger.., à éviter une expression vulgaire.., à amplifier.., à minimiser.., à embellir... Elle doit être employée avec retenue de sorte qu'elle passe logiquement à une chose analogue sans paraître se jeter sans raison, au hasard et précipitamment sur une chose différente." 
Pour Cicéron, quand la langue ne fournit pas de terme propre à exprimer la chose, les métaphores sont " comme des espèces d'emprunts par lesquels nous allons trouver ailleurs ce qui nous manque. D'autres, plus hardies, ne sont pas des signes d'indigence, mais répandent de l'éclat sur le style." L'usage et l'effet de ces ornements persuasifs sont l'objet principal de son étude. Il note qu'Aristote range sous le nom de métaphore les catachrèses ou abus de mots, les hypallages, qui sont des substitutions croisées, et les métonymies, dans lesquelles le terme qu'on remplace est dans une relation de dépendance à son remplaçant.
César Chesneau Dumarsais définit la métaphore comme « une figure par laquelle on transporte, pour ainsi dire, la signification propre d'un mot à une autre signification qui ne lui convient qu'en vertu d'une comparaison qui est dans l'esprit ». Le rhétoricien français Pierre Fontanier, qui a entrepris de dénombrer et classer les figures de style, la définit au début du XIXe siècle comme l'emploi d'« un mot dans un sens ressemblant à, et cependant différent de son sens habituel ».
Le verbe « dévorer », dont le sens premier est « manger en déchirant avec les dents », ou « manger avidement », prend un autre sens dans le vers suivant :

« Le remords dévorant s'éleva dans son cœur… »

Les auteurs qui suivent Aristote considèrent que métaphore est synonyme de trope et désigne toute figure de « déplacement » du sens d'un mot. Les auteurs qui suivent Dumarsais n'appliquent le terme métaphore qu'aux tropes qui ne sont pas définis par ailleurs (synecdoques, métonymies, métalepses). Les auteurs du Groupe µ analysent la métaphore comme le produit de deux synecdoques. La question de savoir ce qu'est ce « déplacement », et par rapport à quoi, est bien plus épineuse.
La question de la métaphore a aussi préoccupé les grammairiens et rhétoriciens arabes. Leur définition se base, comme celle des rhétoriciens grecs, sur l'écart entre le sens métaphorique et le sens ordinaire, et l'effort que doit consentir le récepteur pour comprendre.

### Classification
Cicéron compte la métaphore parmi les figures de mots, comme le calembour. Pour les rhétoriciens modernes, la métaphore est une « figure de sens ».
Un « trope » est une figure qui consiste à détourner un mot de son sens habituel (ou propre). César Chesneau Dumarsais décrit la métaphore, avec les métonymie et les synecdoques, comme une figure de la classe des tropes. Pour Pierre Fontanier, elle est un « trope par ressemblance »
L'utilité de classer les figures, et surtout, la pertinence de la notion de déplacement ou de détournement d'un mot sont objets de controverses. Il est en effet difficile de déterminer rigoureusement ce qu'est une d'étude scientifique interdisciplinaire, auquel collaborent psychologues expérimentaux « sens propre » ou un usage où il n'y ait pas la moindre trace de figure de style.
En rhétorique, la métaphore est considérée comme une figure « microstructurale » : son existence est manifeste et isolable au sein d'un énoncé et n'en dépasse pas souvent les limites formelles (la phrase).
La métaphore est un procédé rhétorique doté d'une portée argumentative, c'est-à-dire qu'elle vise à rapprocher l'opinion de l'auditeur de celle de l'orateur. Elle suppose la coopération des auditeurs, et des enjeux de persuasion et conviction.

### Plusieurs types de métaphores
Les linguistes et les rhétoriciens ne sont pas unanimes sur la nécessité de classer rigoureusement les tropes, ni autour d'une typologie des différentes métaphores. Cependant, on peut distinguer deux formes principales :
- la métaphore dite « annoncée » ;
- la métaphore dite « directe ».

Au-delà de ces types simples, la métaphore « filée » se base sur des rapprochements successifs.
« Je me suis baigné dans le poème de la mer. » (Arthur Rimbaud).
« Vieil Océan, ô grand célibataire. » (Comte de Lautréamont, Les Chants de Maldoror, Chant I).
La métaphore annoncée signale un rapport entre deux choses en rapprochant les expressions qui les signifient. Elle se nomme également la « métaphore explicite » ou « métaphore par combinaison » ou in præsentia (« présente dans l'énoncé » en latin). Elle ressemble beaucoup à une comparaison.
« C'est une nuit d'été ; nuit dont les vastes ailes »
Lamartine (compare la nuit à un oiseau, sans que ce mot n'apparaisse.)
« Petit-Poucet rêveur, j'égrenais dans ma course
Des rimes. »
Le poète Arthur Rimbaud compare les rimes aux cailloux — ou aux miettes de pain que les oiseaux mangeront — que sème le personnage du conte du Petit Poucet pour retrouver son chemin. Au lecteur de constituer l'analogie.
La métaphore directe lie deux réalités au moyen d'un mot précisé, mais où un des termes est sous-entendu. Elle se dit également « métaphore contextuelle » ou métaphore in absentia ou encore « métaphore indirecte ».
On la retrouve principalement dans le langage populaire ; mais aussi quand on exige délibérément un effort de compréhension, comme dans l'argot, et dans la poésie de style symboliste ou hermétique, qui la cultivent.
« Ce toit tranquille, où marchent des colombes, Entre les pins palpite, entre les tombes. » (Paul Valéry)
Seul un élément du contexte, le titre du poème — Le Cimetière marin —, permet de comprendre que l'auteur évoque la surface de la mer parcourue de voiles blanches de bateaux.
La « métaphore pure » — ou par remplacement — est un type de métaphore directe extrême. Seul le mot métaphorique y est présent ; le contexte permet de l'interpréter.

« Nuages de mes torsades, brumes de mes tempes, plus noires que l'aile des corbeaux…

Mes lotus d'or se laissent deviner, voilés d'une gaze écarlate

Ne me prends pas pour la fleur commune, qui pousse au-delà de l'enclos. »

— Kouan Han-k'ing, Trois poèmes d'amour.
Ici, le contexte culturel (poème chinois du XIIIe siècle) et le thème (poème d'amour) permettent l'interprétation des métaphores : les « nuages et les brumes » désigne la coiffure des femmes nubiles— tandis que « nuages » pourraient rappeler les « nuages et pluie » euphémisme pour une rencontre sexuelle, « lotus d'or », les « petits pieds » bandés des femmes, critère de beauté et symbole de statut, « fleur » est un cliché pour une belle jeune femme et « hors de l'enclos » rappelle que la femme aristocratique vit dans l'enclos du parc de la résidence.
Le vers de Victor Hugo
« Cette faucille d’or dans le champ des étoiles »
se comprend par trois analogies visuelles : le « champ des étoiles », rapproche les étoiles des fleurs et le ciel d'un champ ; et du coup, la « faucille » de la lune. Un quatrième rapprochement se fait jour avec l'« or » une fois la lune identifiée, avec la serpe d'or des druides ; car la lune est plutôt d'argent. L'or solaire convient mieux à « l'éternel été » des dieux, évoqués dans les vers précédents. Ce dernier rapprochement est caractéristique de la métaphore filée.
« Adolphe essaie de cacher l'ennui que lui donne ce torrent de paroles, qui commence à moitié chemin de son domicile et qui ne trouve pas de mer où se jeter »
Honoré de Balzac rénove en la filant la métaphore usée qui associe un discours incessant à un torrent auquel rien ne résiste. Il compare le cours de cette eau tumultueuse au trajet vers le domicile, et indique que le discours ne s'arrête pas pendant le trajet par la référence à la mer, dont l'eau est plus calme.
« La bête souple du feu a bondi d’entre les bruyères comme sonnaient les coups de trois heures du matin. (…) Comme l’aube pointait, ils l’ont vue, plus robuste et plus joyeuse que jamais, qui tordait parmi les collines son large corps pareil à un torrent. C’était trop tard. »
Jean Giono commence par une métaphore annoncée qui relie le feu, dont il est question, et une bête. Les adjectifs qui la décrivent, « souple », « robuste », « joyeuse » s'appliquent tous à l'incendie, auquel ramène la seconde métaphore qui rapproche la bête, donc le feu, et le torrent. Le rapport entre feu et torrent serait, s'il était direct, plutôt usé.
La métaphore filée est constitué par un enchaînement de comparaisons implicites. En anglais, on parle d'extended metaphor, ou de conceit. Selon Michael Riffaterre, il s'agit d'« une série de métaphores reliées les unes aux autres par la syntaxe — elles font partie de la même phrase ou de la même structure narrative — et par le sens : chacune exprime un aspect particulier d'un tout, chose ou concept, que représente la première métaphore de la série ». Lorsqu'elle se fonde sur la narration, on parle de « métaphore diégétique ». Il s'agit, selon Gérard Genette, d'une métaphore liée à la structure narrative du texte. Les comparants sont alors empruntés au contexte diégétique. Par exemple, Genette cite un passage où Proust dit à propos du clocher de Combray : « doré et cuit lui-même comme une plus grande brioche bénie, avec des écailles et des égouttements gommeux » et ce après l'épisode de la messe, à l'heure des pâtisseries.

la vieillesse est le soir de la vie
Cette métaphore relie une période inconnue, car unique dans la vie d'une personne, à un moment connu par l'expérience quotidienne.
Chaque soir diminuent la lumière et la chaleur du jour. La lumière s'associe fréquemment à l'intelligence et la chaleur, à la pulsion sexuelle. Cette métaphore concerne donc, d'un coup, au moins deux couples de grandeurs. Ces associations n'épuisent pas les similitudes entre la vieillesse et le soir. On n'entreprend pas le soir un ouvrage qui a besoin de lumière et ne peut s'interrompre.
Dans la métaphore proportionnelle, appelée aussi homologie, la propriété que l'expression évoque pour associer ses termes est une grandeur qu'on peut classer sur une échelle de la « plus petite » à la « plus grande ».

### Métaphore et comparaison
La métaphore apparaît superficiellement comme une comparaison. La comparaison affirme la ressemblance de deux réalités en reliant les deux termes qui les désignent par une locution appelée le « comparant ».
« La terre est ronde comme une orange »
La comparaison est explicite : le comparant « est comme » relie les deux réalités « terre » et « orange », la propriété « ronde » permet de comprendre leur similitude, qui n'est pas évidente quand on regarde la terre sous les pieds et le fruit dans la main.
Au contraire, dans la métaphore, l'auditeur ou la lectrice doivent reconstituer le sens.
« La terre est une orange bleue dans l'espace »
La comparaison est implicite : la propriété « ronde », qui la fonde, n'est pas dite. C'est à vous de la comprendre. Cette métaphore devenue cliché n'est sûrement pas comprise par quelqu'un qui n'a jamais vu de photographie de la terre vue de l'espace.
Dans la métaphore, « figure de la ressemblance », les comparaisons sont implicites. Aucun comparant ne guide le récepteur pour lui donner un sens, qu'il faut trouver dans le contexte. La métaphore étant une figure de l'ambiguïté, le contexte laisse un vaste champ possible d'interprétations, en raison, d'une part, de la disparition des mots supports, et d'autre part à cause de la connotation : « [elle] sentait que cette pensée y avait sauté en même temps et s'installait sur ses genoux, comme une bête aimée qu'on emmène partout » (Marcel Proust, Du côté de chez Swann).

« mon chauffeur de taxi a fumé quatre centimètres de son obélisque »

On peut imaginer un obélisque fumant ; mais cela est peu vraisemblable dans une scène où aucun élément surnaturel ne guide vers une interprétation littérale. On comprend que l'objet fumé est bien de forme allongée et de grande taille, ce n'est donc pas une cigarette mais le cigare dont il est question quelques lignes auparavant, que l'auteur aurait pu, de façon plus convenue, dire « monumental ». Le lecteur habituel de Frédéric Dard aura pu hésiter un instant, l'auteur appliquant avec une certaine récurrence la métaphore de l'obélisque au pénis.

Pour Patrick Bacry, la métaphore se présente sous la forme schématique : 
La comparaison n'affecte pas le sens des mots qu'elle articule. Dans « Eugène était brave comme un lion », ni « brave » ni « lion » n'ont un sens différent de celui qu'ils ont ordinairement ; la comparaison n'affecte qu'Eugène. Désigner Eugène par la métaphore « ce lion » peut, selon le cas, signifier qu'il est un dandy, que ses cheveux et barbe clairs et longs ressemblent à la crinière d'un lion, qu'il a la bravoure proverbiale de ce fauve, ou, par ironie, qu'il en est entièrement dépourvu ; à moins qu'Eugène ne soit cité parmi les pensionnaires d'un parc zoologique — on aurait alors affaire à une métaphore particulière appelée synecdoque. Le mot « lion » n'appelle plus nécessairement l'idée de l'animal, mais celle de ses qualités qui pourraient s'appliquer à Eugène. Il se peut que la métaphore s'applique à la fois à plusieurs qualités.
L'intérêt de la métaphore est d'attribuer au sens du terme qu'elle décrit certaines nuances, et pas n'importe lesquelles, qui appartiennent au terme qu'elle lui accole et qu'une simple comparaison ne pourrait expliciter. Ces nuances, ou sèmes, ajoutent du sens au langage. Elle active la polysémie du mot et l'associe à des symboles culturels précis. La métaphore est souvent une métaphore, une métonymie exactement, pour le trope et même pour le symbole en général. Pour Patrick Bacry, au contraire, il faut réserver le terme de « métaphore » à une apposition stricte de deux mots remplaçants des mots attendus. Selon lui, toute autre forme tend à se confondre avec la comparaison.
La comparaison met en jeu deux mots de catégories lexicales homogènes : au contraire, dans « Eugène est un lion », « Eugène » et « lion » sont respectivement un nom propre et un substantif. La phrase « Eugène est comme un lion » passerait pour une comparaison, si l'on se fiait à la différence morphologique de la présence d'une locution comparative. Mais la différence de nature des termes en jeu oblige à la considérer comme une métaphore.

« cet homme (...) mordant et déchirant les idées et les croyances d'une seule parole [métaphore], comme un chien d'un coup de dents déchire les tissus avec lesquels il joue [comparaison] »

— Maupassant, Auprès d'un mort.
La présence ou non d'un terme comparant ne suffit pas à distinguer ce qui relève de la métaphore de ce qui relève de la comparaison : le contexte et l'effet recherché par le locuteur renseignent bien davantage sur la portée de la figure.
Pour Georges Molinié, pour passer de la comparaison à la métaphore plusieurs transformations successives sont nécessaires, ce qui explicite bien le fait que la métaphore enrichit le sens, là où la comparaison est assez pauvre. Soit la comparaison :
1. état 1 : « Cet homme est rusé comme un renard »
2. état 2 : « Cet homme est un renard rusé » exprime le trope dans son état pur (l'homme rusé dont il est question ne s'est pas transformé, il s'agit d'une analogie) à travers une métaphore in præsentia car les comparés et le comparant sont encore présents dans l'expression.
3. état 3 : « Cet homme est un renard » est une métaphore in præsentia également, cependant la qualité a disparu ; c'est ici au lecteur, au moyen du contexte, d'interpréter la portée de l'expression.
4. état 4 : « Cet homme est un vieux renard » est une métaphore mettant en avant un trait sémique (le qualificatif « vieux » est connoté comme un trait de malignité).
5. état 5 : « Nous avons affaire à un vieux renard » est une métaphore in abstentia puisque la mention explicite du comparé a disparu, et qu'il ne reste que le comparant. L'effort d'interprétation est ici maximal.
6. état 6 : « Le vieux renard nous a tous bernés » est aussi une métaphore in abstentia, mais elle est ici absolue et fonctionne comme une preuve démonstrative dont le prédicat est « nous a tous bernés ».

### Métaphore et autres figures de l'analogie

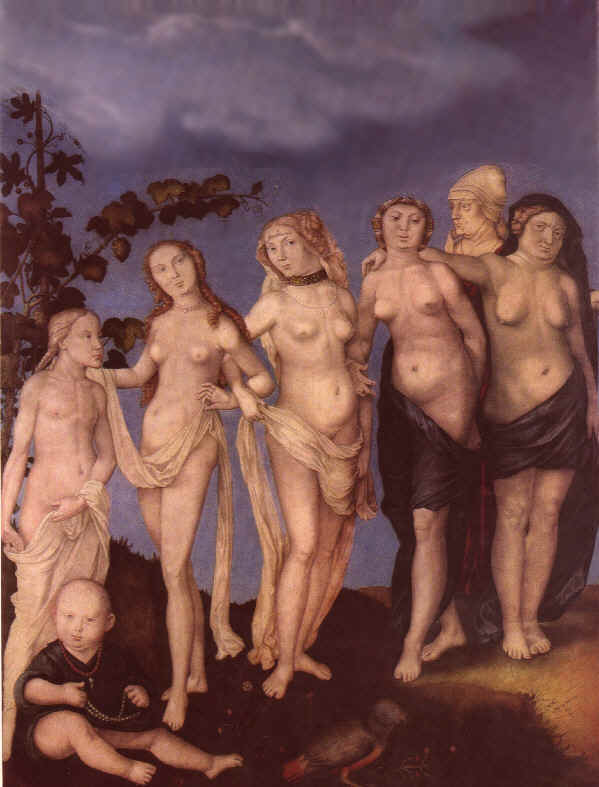
Hans Baldung, Les sept âges de la femme

La polysémie de la métaphore en fait une figure générale, qui fonde d'autres procédés analogiques comme l'allégorie, qui rend concrète une idée abstraite, et la personnification, qui présente tout objet sous forme humaine. Les rapports entre ces figures sont très étroits, bien que la métaphore n'implique que quelques mots, alors que personnification et allégorie impliquent des textes entiers. Une allégorie est souvent une métaphore poursuivie dans la longueur d'un texte.
L'allégorie célèbre de la Mort comme faucheuse, et concrétisée sous les traits d'un squelette, est par exemple une somme de métaphores : le squelette pour la décomposition, la chute des épis pour la chute des corps humains et la chute pour la mort, le noir du costume au deuil, etc.
Il en est de même pour la personnification, mais avec moins d'emphase ou d'hyperbole : les entités non humaines sont ainsi représentées sous une forme humaine.

## Usages
La métaphore est un recours fréquent dans tous les types de discours pour éviter la répétition d'un terme ou d'un nom, tout en insistant sur un aspect de la caractérisation. Un journaliste peut ainsi d'abord présenter une personne, puis la mentionner par des périphrases qui sont souvent autant de métaphores : « le témoin », « l'infirmière », « l'automobiliste », selon la circonstance.
La métaphore produit d'innombrables rapprochements entre les choses qu'évoquent deux termes, ainsi que le note le poète français Pierre Reverdy dans Le Gant de crin : « L'image est une création pure de l'esprit (…). Plus les rapports des deux réalités rapprochées sont lointains et justes, plus l'image sera forte, plus elle aura de puissance émotive et de réalité poétique ».
Paul Ricœur considère la métaphore comme le produit d’une libre invention du langage. Les herméneutes la définissent comme le remplacement d'un lexème par un second, présentant avec le premier un ou plusieurs sèmes communs. Ainsi le travail métaphorique repose sur la tension entre ces sèmes communs ou opposés que le locuteur veut pourtant, par la figure, faire se ressembler. Le décalage crée donc l'intérêt de l'image.

### Cliché, lieu commun, métaphore morte, catachrèse
Certains professionnels du langage peuvent chercher à se distinguer en trouvant de nouvelles métaphores ; quand une plaît, elle « court le monde », on l'entend partout. D'autres personnes s'identifient à leurs milieux (d'autant plus qu'ils n'en font pas partie par certains aspects) en n'utilisant que les métaphores reçues, clichés et lieux communs.

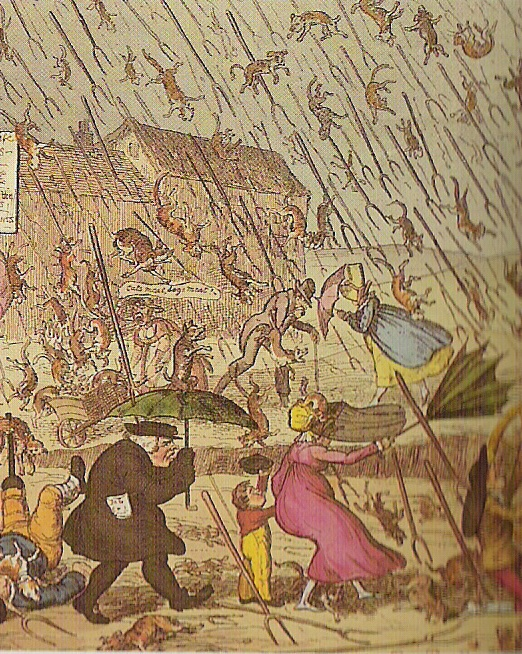
Illustration au pied de la lettre du cliché anglais It's raining cats and dogs

Les métaphores passées dans le langage courant et devenues une tournure figée sont des clichés ; il s'agit souvent de métaphores annoncées comme dans « Le temps c'est de l'argent » ou dans « Bruges, la Venise du Nord ». Elles peuvent passer d'un langage à l'autre : l'anglais « life is a journey » se retrouve en français « la vie est un voyage ». Dans beaucoup d'autres occasions, la traduction littérale échoue : l'anglais dit « It's raining cats and dogs » (littéralement : il pleut des chats et des chiens.), mais il faut traduire en français « Il pleut des cordes » ou « Il pleut des hallebardes ». Il arrive même que la traduction littérale d'un cliché donne une métaphore efficace, mais qui amène un sens équivoque ou différent de celle de la langue d'origine.
Ces métaphores sont souvent issues des milieux artistiques et intégrées à la langue et au parler populaire. La métaphore « un beau ténébreux » pour désigner un homme aux cheveux et yeux noirs, ou bien mélancolique et rebelle, est déjà attestée dans le roman de chevalerie Amadis de Gaule (XVIe siècle).
L'expression « courir un danger » est une métaphore morte.
L'expression « courir un danger » est à l'origine une métaphore, dont l'origine est perdue. Peut-être vient-elle de la chasse à courre, où le chasseur peut souffrir de l'animal qu'il pourchasse ; peut-être de la navigation maritime où « courir une route » est une métaphore « courante » pour « naviguer dans une direction » qui peut être celle d'un obstacle dangereux. Ces origines supposées n'ont pas d'influence sur l'usage général de cette expression. L'emploi de « courir » est une catachrèse.
L'expression « métaphore morte » est une métaphore dont l'étude révèle un jugement de valeur. Une métaphore morte se définit comme une « métaphore lexicalisée, dont la qualité figurative et poétique n'est plus ressentie ». Quand une métaphore passe dans le langage « courant », qu'elle « court » partout, qu'elle « a cours » dans tous les milieux, elle est lexicalisée. Paradoxalement, plus elle court, plus elle est morte. Le choix d'une métaphore pour décrire cette situation alors qu'il existe des qualificatifs propres (banale, vulgaire, vernaculaire), et la sélection de la référence peuvent surprendre. « Métaphore domestiquée » ou « neutralisée » auraient indiqué, avec moins d'emphase, la diffusion et l'absence de surprise d'une telle métaphore. Il faut en conclure que pour ses premiers auteurs, seule la littérature est vivante, et que, non moins paradoxalement, la langue vernaculaire est une langue morte.
Quand une métaphore passe dans le langage courant, et qu'on perd de vue le sens premier du mot, on parle de métaphore morte et parfois de catachrèse. Le mot ou l'expression prend alors un sens nouveau, la métaphore est lexicalisée. Ainsi trouvera-t-on dans le dictionnaire français la définition du « pied » d'un meuble ou de l'« aile » d'un avion ; d'autres langues témoignent de ce que ce rapprochement n'est pas le seul possible. Le pied d'un meuble est une jambe en anglais (« a table's leg »).

### Littérature
La métaphore est une figure majeure en littérature, comme l'exprime Denis de Rougemont dans L'Amour et l'Occident : « Dès l'Antiquité, les poètes ont usé de métaphores guerrières pour décrire les effets de l'amour naturel. Le dieu d'amour est un « archer » qui décoche ses « flèches mortelles ». La femme « se rend » à l'homme qui la « conquiert » (...) ». Elle fait intervenir d'autres concepts linguistiques, comme les champs sémantiques, l'isotopie ou l'analogie et la connotation, en rendant même parfois très complexe le décodage (on parle alors de poésie — ou de style, pour la prose — « hermétique ») comme dans :

« Soir de Paris ivre du gin

Flambant de l'électricité. »

— Guillaume Apollinaire, La Chanson du mal-aimé
Cette métaphore fait référence ainsi au monde moderne du Paris électrique, mais ses associations sont aujourd'hui difficiles à saisir, en raison du renvoi au vers suivant de l'adjectif qualifiant le gin, et de la présence de deux éléments caducs, le gin flambé, qu'il était à la mode de servir dans les cafés, et la nouveauté de l'électricité. Le poète établit un double parallélisme, entre la flamme bleue de l'alcool flambant, et la lumière électrique, bleue en comparaison de celle du gaz ou plus encore de la bougie ; et entre l'agitation urbaine désordonnée du soir, l'ivresse et la rapidité de l'électricité.
Les métaphores sont des audaces de rapprochement de termes qui dérangent les habitudes de langage du lecteur. La littérature a ainsi apporté à la culture et à la conscience linguistique populaires des métaphores célèbres, devenues à terme clichés : « Le lac, divin miroir. » (Alfred de Vigny), « Tu fais des bulles de silence dans le désert des bruits » (Paul Éluard), « Tu es la terre qui prend racine » (Paul Éluard) ou « le chant grave de la forêt ondulait lentement » (Jean Giono).
La métaphore permet souvent de dépasser l'analogie pour réaliser une identification, créant une autre réalité. Selon le philosophe Michel Meyer, elle « est la substitution identitaire par excellence, puisqu'elle affirme que A est B. ». Elle permet de lier l'âme du poète au monde dans le Romantisme ou dans le Symbolisme. Ainsi, Charles Baudelaire use de la métaphore comme du seul instrument permettant de décrire le fond humain. Le poète tente par la métaphore de transcrire un sentiment unique, et, hormis les clichés, chaque figure est propre à la subjectivité de l'auteur. Lorsque ces figures se lient à d'autres, comme l'oxymore ou l'hyperbole, elles établissent un vaste réseau de significations, mi-symbolique, mi-affectif, qui prend le nom d'isotopie littéraire. D'autres figures peuvent être apparentées à des métaphores : l'harmonie imitative ou la synesthésie littéraire, par exemple. Victor Hugo est de ceux qui font un usage immodéré, mais toujours créateur de sens et d'images, de la métaphore. Associée avec l'oxymore, elle lui permet de mettre en lumière des réalités que des mots seuls ne peuvent traduire : « Les cœurs sont le miroir obscur des firmaments. ».
Par la métaphore donc le poète permet l'existence d'un sens nouveau, même en apparence absurde comme dans la métaphore surréaliste qui rapproche deux réalités qui ne possèdent aucun point commun et qui est, selon le mot de Lautréamont, « la rencontre sur une table de dissection d'un parapluie et d'une machine à coudre », réalité que peu de figures peuvent exprimer. Gaston Bachelard dit ainsi qu'elle permet de rechercher « un avenir du langage ». Cette fonction de la métaphore se retrouve dans d'autres disciplines comme les sciences ou la politique.

### La métaphore dans le discours scientifique
L'épistémologie classique, dont l'expression la plus pure est mathématique, exclut rigoureusement la métaphore. Le discours scientifique doit être réfutable, c'est-à-dire qu'on doit pouvoir prouver qu'un énoncé est soit vrai, soit faux. À ce titre, la métaphore a, dans la présentation scientifique, mauvaise réputation. On ne peut pas dire qu'une métaphore soit vraie ou fausse : son interprétation dépend du récepteur. Pour Gaston Bachelard, la conceptualisation se construit contre l'image. Mais la capacité de conviction du langage imagé, et le potentiel expressif de la rhétorique sont difficiles à éviter, même dans le discours scientifique. Dans la deuxième moitité du XXe siècle, un courant épistémologique a réévalué la rhétorique. La pensée logique, en effet, est tout à fait incapable de fonder l'intuition, la découverte, qui constituent l'heuristique.
Les disciplines didactique, emploient des métaphores (souvent filées) afin d'expliquer les modèles scientifiques comme ceux relatifs au Big Bang, à la physique quantique, etc. Par ailleurs, nombre de philosophes ont recours à des allégories tels Platon et sa « caverne » ou encore Buridan et son âne. Il ne s'agit pas de clichés au moment de leur utilisation, mais d'images permettant de véhiculer une idée ou une théorie.

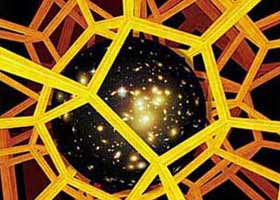
Les modèles cosmologiques utilisent des métaphores heuristiques.

La métaphore est entrée au sein de l'épistémologie pour illustrer comment les modèles se situent et fonctionnent par rapport aux théories scientifiques, et comment une terminologie théorique est introduite dans le langage scientifique. Julian Jaynes en fait d'ailleurs un argument central de sa théorie de la conscience comme métaphorisation du réel. Toutes les disciplines sont ainsi créatrices de métaphores : la biologie, dans la théorie de l'évolution (le « chaînon manquant » de Charles Darwin, l'arbre comme image de la phylogénèse), en physique (le modèle de Maxwell et son démon), en écologie (l'hypothèse Gaïa) et en astrophysique (la théorie des cordes par exemple).
Les métaphores organiques, mécanistes, rituelles, théâtrales, ludiques, cybernétiques, etc. sont un mode d'expression récurrent en sociologie, notamment pour la construction de modèles descriptifs des phénomènes. Le recours aux métaphores permet d'extraire des structures et des outils conceptuels issus d'autres champs pour les réutiliser dans un contexte distinct, comme c'est par exemple le cas pour la théorie des jeux. Ce procédé est particulièrement visible chez des auteurs comme Erving Goffman.

### Dans la langue des signes
Dans la langue des signes, on retrouve des gestuelles fondées sur la métaphorisation. Dans Le corps et la métaphore dans les langues gestuelles : À la recherche des modes de production des signes, Danielle Bouvet (1997) analyse le mode de production des signes de la langue des signes française et montre que les métaphores construites par référence au corps permettent de constituer un vocabulaire abstrait qui coïncide souvent avec des expressions imagées du français parlé et écrit.

## Métaphore et discours
La stylistique a pour objet d'étudier les effets du discours dans l'énoncé et en communication. Le contexte littéraire, énonciatif et culturel seul permet de cerner la nature et la portée de la métaphore, qui mélange deux champs sémantiques, parfois suivis d'une comparaison. Le transfert qu'elle permet entre deux termes fut souvent à l'origine de la « théorie de l'écart », qui ambitionnait d'expliquer le style par un écart envers la norme ou envers l'usage minimal du langage. Cette vision fut abandonnée, notamment lorsque les recherches modernes établirent que ce transfert sémantique a une fonction stylistique destinée à amplifier le discours.

### Connivence entre le locuteur et l'interlocuteur
La métaphore repose souvent sur des clichés, des lieux communs ou des allusions qui se retrouvent à toute époque. Dès lors, elle produit des effets affectifs qui apparaissent dans la poésie, les jeux du langage, et en rhétorique ; en cela sa réception dépend d'une connivence entre le locuteur et l'interlocuteur. L'ironie utilise cette connivence (chez Voltaire par exemple), comme les journaux et les jeux de mots. En poésie, le pacte de connivence (que Gérard Genette étudia, surtout dans le genre autobiographique) est beaucoup plus ambigu, et nécessite de la part du lecteur un effort de décodage qui fait toute la spécificité littéraire et symbolique des images poétiques.
La stylistique se donnant comme objet le texte, elle étudie surtout les effets sur l'interlocuteur, et les moyens mis en œuvre par le locuteur pour cela, dans un cadre macro-structural. La métaphore filée est ainsi une métaphore privilégiée pour l'analyse de texte : elle peut en effet se fonder sur une gamme plus variée de moyens linguistiques et stylistiques. Néanmoins, on ne peut parler dans son cas de véritable métaphore, mais d'une juxtaposition de métaphores. Grâce à cette figure de pensée, l'auteur peut faire coïncider deux réalités distinctes dans la conscience du récepteur ; c'est pourquoi, d'après le linguiste Roman Jakobson, elle est propre au fonctionnement du discours. Pratiquement, la métaphore permet une concentration du sens et non un véritable changement de sens et il y a donc polysémie (ajout d'une désignation sur un sens). Elle met en œuvre une activité qui s’affirme d’une façon symbolique et contribue à faire voir quelque chose qui ne se donne pas entièrement par des signes linguistiques. Elle renseigne sur la vision du monde propre à l'auteur à travers les grandes structures récurrentes dont il parsème son texte, tels l'isotopie, les champs sémantiques ou lexicaux.

### Aide à la conceptualisation
Catherine Fromilhague rappelle que pour la sémantique cognitive, la métaphore est une figure qui peut être employée au service de la connaissance, « notre système conceptuel ne pouvant formuler certaines idées abstraites et subjectives que par le biais des métaphores » ; elle permet ainsi de « lever le voile » de certains phénomènes inconnus ou difficiles à expliquer et à traduire. La poésie symboliste montre, par son manifeste esthétique, que la métaphore est au service de la révélation d’un inconnu et du mystère de la Nature. Le discours scientifique l'utilise souvent, afin de représenter, dans un but pédagogique, des concepts ou des modèles.
La métaphore aide à conceptualiser ce qui ne peut pas être compris par la désignation (ou connotation stricte), et relevant notamment des sentiments et de la pensée. George Lakoff et Mark Johnson (en) ont ainsi montré qu'elle est un auxiliaire linguistique à la conceptualisation. Au sens propre, elle permet en effet de rendre compte d'une réalité que la grammaire ne peut assumer : la métaphore « Jean est un lion » est acceptable comme figure de style, alors que l'énoncé « Jean est le lion » est logiquement faux. Dans l'expression métaphorique, le sens de la phrase n’est plus la somme des sens des éléments : on parle alors de « sens métaphorique ». Dans nombre de textes, comme dans les poèmes, elle permet ainsi de signifier un paradoxe que des mots non métaphoriques ne peuvent exprimer. Des linguistes et philosophes comme Paul Ricœur, Cornelius Castoriadis et Jacques Derrida, ont proposé une approche transdisciplinaire, la métaphorologie, étude des métaphores comme produits sémiotiques et cognitifs.

### Mode fondamental du discours
La métaphore exprime « l'énigmatique : ce qu'elle dit ne peut être pris au pied de la lettre. Elle est une façon de dire le problématique au sein du champ propositionnel. Elle se situe à mi-chemin entre l'ancien, qui n'a plus à être énoncé puisque connu, et le nouveau, qui est irréductible aux données dont on dispose, puisque nouveau. Bref, la métaphore négocie l'intelligibilité des situations et des émotions nouvelles par rapport aux anciennes, dont elle modifie le sens tout en le préservant : et c'est cette dualité que l'on retrouve dans les expressions métaphoriques. ». Patrick Bacry développe : « substitution, dans le cours d'une phrase, d'un mot à un autre mot situé sur le même axe paradigmatique – ces deux mots recouvrant des réalités qui présentent certaine similitude, ou qui sont données comme telles » comme dans : « (..) une mélancolie secrète et profonde régnait dans cette volière striée de rires » (Albert Cohen) ou dans « S'envoler, sous le bec du vautour aquilon » (Victor Hugo). La figure joue sur la fonction référentielle du langage.
La translation linguistique qu'opère la métaphore se révèle une structure fondamentale du discours. Elle intervient sur son « axe paradigmatique », qui correspond à l'ensemble des vocables dont le locuteur dispose, et sur son « axe syntagmatique », qui correspond aux combinaisons des mots entre eux pour former une phrase compréhensible selon les règles de la langue. Cette organisation est universelle ; Roman Jakobson, qui l'a formalisée, a clairement établi le rapport qui existe entre cette structure et les figures. On parle du « modèle de la métaphore » en linguistique structurale.

Schéma de la métaphore comme déplacement de sens sur les axes linguistiques.

Toutes les combinaisons sont possibles dès lors qu'elles respectent la « cohérence syntaxique », sans laquelle la phrase est a-grammaticale et incompréhensible. Le critère de la « cohérence sémantique » n'est que secondaire : combiner des mots entre eux, si les règles de syntaxe sont observées, peut aboutir à des énoncés cohérents, suivant le contexte dans lequel ils naissent. C'est le cas des énoncés poétiques comme « La terre est bleue comme une orange » de Paul Éluard. Le locuteur peut opérer un choix inattendu sur l'axe paradigmatique : au lieu du mot attendu par le contexte, il choisit un autre mot n'ayant pas de rapport sémantique direct avec le reste de la phrase, créant une ambiguïté. Ce déplacement enrichit l'expression et fait naître un effet stylistique caractéristique de la figure de style.
Dans la métaphore de Victor Hugo : « cette faucille d'or », « faucille » renvoie au croissant de lune. Hugo opère un déplacement de sens en déplaçant un mot : « croissant », qui est remplacé par « faucille » et qui renvoie aux sèmes communs qui existent entre l'astre et l'outil, à savoir la forme en demi-arc de cercle. Le schéma ci-joint montre le déplacement opéré et le résultat, ainsi qu'un exemple de choix que peut avoir le locuteur dans le paradigme. L'interlocuteur a ainsi en conscience les deux mots renvoyant au sens de « croissant de lune », l'un explicite, l'autre implicite. La métaphore permet ainsi de présenter en un seul mot le sens de deux mots, par un phénomène de déplacement de sens.
Selon les combinaisons retenues, le locuteur aboutit à différents types de relations : à la place du partitif « d'or », le poète aurait pu dire, par exemple, « d'argent », ce qui relève tout aussi bien du champ sémantique des couleurs. On peut imaginer ensuite d'autres types de relations, principalement l'hyperonymie, l'antonymie et l'homonymie. Former une métaphore consiste ainsi à opérer une relation entre des mots choisis (axe paradigmatique ou paradigme) au moyen de ces trois catégories de relation, étant toutes sur l'axe syntagmatique. Le Groupe µ y repère comme caractéristique principale cette faculté de substituer des entités linguistiques à laquelle il donne le nom plus générique de « métaplasme ».

Les axes syntagmatique et paradigmatique de la langue, d'après Roman Jakobson.

Jakobson propose ainsi que la métaphore soit un processus de substitution effectif (elle met en œuvre la « fonction poétique » du langage) opéré sur l'axe paradigmatique ; c'est-à-dire qu'elle réalise un effet stylistique comparable à une impropriété puisqu'elle lie deux termes sémantiquement disjoints. C'est pourquoi nombre d'expressions métaphoriques sont perçues comme des manipulations déroutantes de la langue et du sens, surtout dans le cas des métaphores aboutissant à des personnifications (« Cette architecture parle au visiteur ») ou à des chosifications (« Cet homme est un roc »).

### Analyse linguistique de la métaphore
Chaïm Perelman et Lucie Olbretchts-Tyteca distinguent dans une métaphore trois éléments dont deux présents dans le discours :
1. le thème, ou comparé, qui est le sujet dont on parle ;
2. le phore (signifiant porteur en grec) ou comparant qui est le terme mis en relation avec ce sujet.
3. le motif ou tertium comparationis qui est l'élément ressemblant — ou analogue — sur la base duquel les deux premiers sont liés, appelé qualité et constituant le trait sémique qui fait l'objet du transfert de sens. Ce troisième élément, implicite, est décodable par le contexte culturel et symbolique et par le cotexte[w].

Le verbe est le mot support privilégié de la métaphore, en raison de sa valence, c'est-à-dire de sa capacité à accueillir des constructions syntaxiques : plus un verbe a de constructions syntaxiques variées, plus il est candidat à la métaphore. Les verbes de mouvement ou d'action, les verbes de pensée également, permettent ainsi une multitude de sens métaphoriques. Les mots comparants et comparés peuvent être reliés par d'autres moyens syntaxiques que ceux mis en œuvre dans la comparaison. Pierre Fontanier insiste sur son universalité et sa grande productivité au sein du discours : « La métaphore s'étend bien plus loin sans doute que la métonymie et que la synecdoque, car non seulement le nom, mais encore l'adjectif, le participe et le verbe, et enfin toutes les espèces de mots sont de son domaine. ». Comme comparants, on peut ainsi trouver :
- l'apposition : « Le blanc cheval aurore[58] »
- l'apostrophe : « Bergère ô tour Eiffel[59] »
- le verbe copule « être » : « La nature est un temple[60] » ()
- le verbe « sembler »[x][réf. nécessaire] :

« Il arrive souvent que sa voix affaiblie

Semble le râle épais d'un blessé qu'on oublie »

— Baudelaire, La Cloche fêlée
- une formule, comme « je crois voir » :

« Dures grenades entr'ouvertes

Cédant à l'excès de vos grains

Je crois voir des fronts souverains... »

— Paul Valéry, Grenades
- un mot très simple peut également créer une métaphore. Par exemple, l'emploi du mot « nuit » renvoie souvent au plaisir charnel entre deux personnes, ou connote « les faveurs d'une femme », comme dans « Ils achetèrent de leur vie une nuit de Cléopâtre » (Jean-Jacques Rousseau, Émile, IV). Dans ce genre de cas, la polysémie du mot est maximale. Le mot « nuit » peut ainsi renvoyer à d'autres thèmes et symboliques : l'obscur caché, le secret, la mort entre autres.

La métaphore est par ailleurs l'une des rares figures à être autonymique (qui peut se prendre comme objet) comme dans cette citation de Robert McKee : « Une histoire est une métaphore de la vie », qui est — en elle-même — une métaphore évoquant une métaphore. Raymond Queneau, dans Les Ziaux, appelle ainsi la figure « un double à toute vérité » et joue sur cette spécificité :
Loin du temps, de l’espace, un homme est égaré,

Mince comme un cheveu, ample comme l’aurore,

Les naseaux écumants, les deux yeux révulsés,

Et les mains en avant pour tâter le décor

– D’ailleurs inexistant. Mais quelle est, dira-t-on,

La signification de cette métaphore :

« Mince comme un cheveu, ample comme l’aurore »

Et pourquoi ces naseaux hors des trois dimensions ?
Victor Hugo fait ainsi une métaphore de la métaphore lorsqu'il dit : « La métaphore, c'est-à-dire l'image, est la couleur, de même que l'antithèse est le clair obscur ».

## La métaphore en neurosciences et en psychologie
La métaphore dépasse au XXe siècle le seul cadre linguistique pour devenir un objet d'études de psychologie du développement et de l'apprentissage, de psychologie cognitive et de neurosciences et de psychanalyse.

### Apprentissage de la métaphore chez l'enfant
En psychologie du développement, on cherche à discerner à quel point de l'apprentissage du langage l'enfant devient capable de comprendre et de produire des métaphores. Les expressions caractéristiques du langage enfantin marquent souvent l'interprétation « au pied de la lettre » (une maman dit à son enfant « tu m’as laissé tomber «, l’enfant répond « où ? ») qui fait sourire l'adulte qui néglige habituellement ce sens immédiat.
La recherche sur l'apprentissage de la métaphore suppose qu'on détermine ce qu'est une métaphore, et ce qui n'en est pas ; les différences d'appréciation sur ce point sont à la source d'importantes divergences entre les chercheurs. Pour se renseigner sur le degré de maîtrise de l'enfant, on lui demande en général d'expliquer un énoncé métaphorique dont on s'est assuré qu'il comprend chacun des termes. L'âge et le degré d'éducation auxquels les enfants sont capables de répondre aux épreuves varie largement. On peut établir une échelle de difficulté entre les métaphores les plus simples et celles dont la compréhension demande une série d'inférences. Pour les chercheurs suivant la ligne théorique de Jean Piaget, la comparaison s'acquiert au stade de développement de la capacité à des opérations concrètes, tandis que les séries d'inférences ne sont possibles qu'au stade de la pensée formelle, bien plus tard. La difficulté de l'investigation réside dans l'incertitude sur ce que l'enfant connaît des termes qui lui sont proposés. Il ne suffit pas qu'il connaisse l'objet que l'énoncé lui désigne, mais encore qu'il lui associe la propriété qu'utilise la métaphore. La compréhension de la métaphore exige des apprentissages hors du langage. La plupart des auteurs situent l'âge où l'enfant peut comprendre des métaphores entre 9 et 14 ans.
En psychologie du développement, on observe que jusqu’à 2 ans l'enfant ne comprend pas et ne produit pas de métaphore. Ce n'est qu'à partir de 4 ans que, selon les auteurs les plus partisans de la précocité de l'interprétation, les métaphores sont comprises et produites. Après 6 ans le stade du développement de l’activité métaphorique est lié à l’émergence de l’activité métalinguistique (ou autonymique). Les composantes sémantiques sont différenciées, la différenciation permettant l'acquisition pratique des analogies et des images, constituant les réseaux sémantiques et les jeux de mots. Dès 11-12 ans la manipulation des métaphores conventionnelles et culturelles est acquise. La psychologie de l'éducation fait ainsi passer l'enfant, par le biais de l'activité symbolique permise par la métaphore, des activités linguistico-cognitives concrètes (sens immédiat, « au pied de la lettre ») aux activités linguistico-cognitives formelles, respectant le code syntaxique et les contraintes de la langue.
La métaphore est un objet cognitif témoignant du processus mental de la conceptualisation. Elle implique en effet un nouveau rapport à un univers construit, processus cognitif appelé la re-catégorisation.
On assiste ainsi chez l'enfant pré-langagier au passage du pôle du codage au pôle de l’invention : par la métaphore l'enfant exerce une liberté linguistique. L’enfant doit être aussi capable de renvoi syntaxique, via les procédés de l'anaphore et de la cataphore.
La métaphore suppose donc l'acquisition de capacités mentales :
- la capacité de catégorisation
- la capacité de généralisation

### Neurologie
Paul Broca en 1865 et Carl Wernicke en 1874 établissent la distinction encore actuelle du cerveau comme un double appareil neuronal : un cerveau gauche d'une part (siège des unités linguistiques et de leurs combinaisons, responsable de l'analyse) et un cerveau droit d'autre part (siège de la reconnaissance de structures syntaxiques, de la mélodie, des émotions, responsable de la synthèse et de la compréhension globale). Leurs recherches démontrent donc que les unités linguistiques sont psychologiquement réelles alors qu’elles n’ont aucune matérialité corticale, démonstration corroborée par l'imagerie moderne comme celle permise par l'imagerie par résonance magnétique.

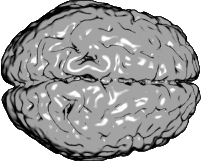
Le cerveau et ses deux hémisphères cervicaux

Une série d'expériences cognitives et neurologiques vont ainsi, tour à tour, aboutir à isoler la métaphore comme inhérente au cerveau, et non production seule de la langue. Les aphasiques de l’hémisphère droit peuvent ainsi former la grammaire et la phonologie, mais ils ne comprennent pas les métaphores. Jean-Luc Nespoulous, chercheur au Laboratoire Jacques-Lordat, Institut des Sciences du Cerveau de Toulouse, montre pour sa part que l'absence de métaphore nuit à la compréhension d'un énoncé complexe. Bottini (1994) de son côté évoque le rôle important que jouerait l'hémisphère droit dans l’appréciation de la métaphore : le traitement de la métaphore impliquerait des ressources cognitives additionnelles. Des expériences sur le temps de lecture, plus long pour les énoncés métaphoriques que pour les énoncés littéraux (de Janus & Bever en 1985) et sur l'influence cognitive du contexte, qui permet de mieux comprendre, et plus rapidement le sens métaphorique (par Keysar en 1989) témoignent de l'actualité des recherches sur l'origine et la localisation cérébrale de la métaphore. Bonnaud & al. (2002) montrent également que parmi une paire de mots sans lien sémantique, une paire de mots avec lien métaphorique et une paire de mots avec lien littéral, constituant leur protocole expérimental, il y a plus d’erreurs sur les mots avec lien métaphorique que sur les mots avec lien sémantique littéral.
Les recherches aboutissent à la conclusion que le traitement global est moins spécialisé que prévu, et que la métaphore naît de la coopération des deux hémisphères (cérébraux et non cervicaux comme dans la légende de la figure). Dans une étude publiée en 2014 dans la revue Brain, le neurochirurgien et neuroscientifique Hugues Duffau montre que « l'aire de Broca n'est pas l'aire de la parole » et que les fonctions langagières ne sont pas tant localisées dans une aire précise que dépendantes de connexions neuronales en reconfiguration constante.

## Usages dérivés du concept de métaphore
Plusieurs domaines font du terme « métaphore » un usage élargi jusqu'à rattacher au domaine de la métaphore tout symbole et toute association mentale.

### Psychanalyse

#### La métaphore chez Lacan
Lorsqu'il s'agit soit de comprendre la dynamique inconsciente d'un individu, soit de lui apporter des modèles d'enrichissement de ses dynamiques inconscientes, la métaphore a une place importante. La pratique du « soin par la métaphore » précède de plusieurs millénaires la compréhension de l'organisation de la pensée profonde par la métaphore. Jacques Lacan a ainsi ouvert la voie de l'exploration métaphorique en psychanalyse, notamment dans La métaphore du sujet (1960). Pour Lacan, « l'inconscient est structuré comme un langage », et le désir a deux façons d'être exprimé : par la métaphore ou par la métonymie. Pour Lacan, le signifiant prime sur le signifié. Ce franchissement de la barre entre signifié et signifiant se ferait pour lui par le jeu des signifiants entre eux, chez chaque individu, avec un glissement incessant du signifié sous le signifiant qui s’effectue en psychanalyse par les formules de la métonymie et de la métaphore, qu’il nomme « lois du langage » de l’inconscient. Lacan postule que l'inconscient, qui présente la même structure que le langage, peut également être défini par un axe syntagmatique et un axe paradigmatique, dans une image schématique similaire à celle que Roman Jakobson édifia pour la langue. Lacan prend ainsi comme exemple cette citation célèbre : « La langue latine étant la vieille souche, c’était un de ses rejetons qui devait fleurir en Europe ». Cette métaphore d’Antoine Rivarol dévoile la fonction psychique de celle-ci : « La formule de la métaphore rend compte de la condensation dans l’inconscient ». Par condensation, Lacan entend, (en reprenant le vocabulaire de Freud quant aux deux processus à l'œuvre dans le rêve), la substitution d'un élément par un autre, permettant d'en exprimer le côté refoulé. Autrement dit, un mot pour un autre, un mot concret pour un mot abstrait, un transfert de sens par substitution analogique, telle est la définition de la métaphore en psychanalyse lacanienne, figure de style plus fréquente et plus apte à la poésie. Lacan cite ainsi des métaphores célèbres : « La racine du mal, l’arbre de la connaissance, la forêt de symboles, le jardin de la paresse, l’écheveau du temps, l’automne des idées », ou encore « les fleurs du Mal » de Baudelaire comme des recours linguistiques exprimant une impossibilité du sujet de conceptualiser en totalité son mal et son refoulé. Lacan se démarque ainsi de la linguistique saussurienne centrée sur l'objet signe déconnecté du sujet et de son ressenti intérieur ; Lacan semble même en prolonger le paradigme épistémologique : « l’inconscient ne connaît que les éléments du signifiant » explique-t-il et il « est une chaîne de signifiants qui se répète et insiste ». Il élabore ainsi une formule mathématico-linguistique de la métaphore, qu'il développe comme suit : {\displaystyle {\frac {S}{S'_{1}}}\cdot {\frac {S'_{2}}{x}}\rightarrow S\left({\frac {1}{S''}}\right)}. Lacan relève le mode selon lequel l’inconscient opère, ainsi que Freud l’avait décelé par la production de condensations et de déplacements le long des mots, à travers les lapsus et dans le matériel onirique surtout, mais « sans tenir compte du signifié ou des limites acoustiques des syllabes » ajoute Lacan. Le jeu du « Fort-da », décrit par Freud en 1920 atteste ainsi directement de ce processus de métaphorisation (ou condensation en psychanalyse) et du refoulement qui lui est lié : en soi la bobine est une métaphore de la mère, alors que le mouvement de va-et-vient symbolise les retours et départs auprès de la figure maternelle.

#### Le soin par la métaphore
Née des apports de Jacques Lacan dans le phénomène de la métaphorisation comme substitution d'un signifiant à un signifié inconscient et refoulé, difficile pour le sujet, se développent des thérapeutiques usant de la fonction cathartique de la métaphore. Le conte magique, le mythe, l'histoire enseignement, la fable, sont des textes utilisés pour permettre à l'enfant et à l'adolescent d'intégrer des savoirs quant aux enjeux de l'homme — la naissance, la transformation, la rupture, le désir mimétique, la violence, la mort. Contrairement au texte philosophique où les choses sont explicitées, le texte d'apprentissage et de soin entre en résonance directe avec des parties de la pensée qui sont mal accessibles à la conscience, ce que montrent les travaux de Julian Jaynes et l'ouvrage commun de Joyce C Mills et Richard J. Crowley Métaphores thérapeutiques pour enfants. En psychologie clinique, un certain nombre d'écoles de thérapie mentale préconisent de raconter des histoires qui sont en relation métaphorique avec la difficulté du patient comme l'école de Milton Erickson, qui y a recours dans sa méthode de l'hypnose. Par ailleurs, l'apprentissage par la métaphore des ressources du langage figuré, en Français Langue Étrangère (FLE) donne lieu à une véritable découverte des différences inter-culturelles.
Dans la psychose, la métaphore n'est pas un outil thérapeutique dans la mesure où le psychotique (schizophrènes, paranoïaques…) n'a pas accès à celle-ci. Ceci est structural. Le "trou" symbolique exclut la métaphore : la langue de la folie n'est pas seulement une autre comme une langue étrangère, elle est singulière à chacun des sujets psychotiques. Pour paraphraser Lacan, le psychotique se parle. La notion évidente de communauté d'esprit, il ne la connaît pas. Ainsi, il faut avoir la Loi comme le névrosé pour accéder au langage et ainsi à la métaphore qui renvoie à cette communauté d'esprit.

### Cognition

#### Cognition et métaphores mortes: Colin Murray Turbayne
Le philosophe Colin Murray Turbayne soutient à partir de 1962 que les « métaphores mortes » peuvent influencer le développement de nouvelles théories. Il expose comment les « métaphores mécanistes » que Newton et Descartes ont employées dans leurs ouvrages ont influencé l'évolution des théories scientifiques modernes dans les travaux de George Berkeley, Immanuel Kant et David Hume ; comment les métaphores de Platon développées dans son dialogue Timée affectent les théories modernes de l'esprit et du langage en général. Il estime que de telles « métaphores mortes » ont introduit un niveau inattendu de confusion dans la pensée de l’humanité, l'homme moderne ayant cessé de les comprendre comme telles et les interprétant littéralement. Cependant, il suggère aussi que cette confusion peut facilement être corrigée en développant des métaphores nouvelles de l’esprit et de l’épistémologie,,,.

#### George Lakoff
George Lakoff — professeur de linguistique cognitive à l’université de Californie à Berkeley et à l'origine du concept de la cognition incarnée — considère que les métaphores sont loin d'être uniquement des procédés relevant de l'imagination poétique, ou ne concernant que les mots, plutôt que de la pensée ou l'action. Les métaphores sont présentes dans notre vie de tous les jours et sont, selon lui, à la base du sens donné à nos concepts. Dans Les Métaphores dans la vie quotidienne, Lakoff montre que nous n'avons pas conscience de notre système conceptuel, et qu'une observation attentive de notre langage permet de voir que les métaphores structurent nos concepts : il forge ainsi la notion de métaphore conceptuelle.

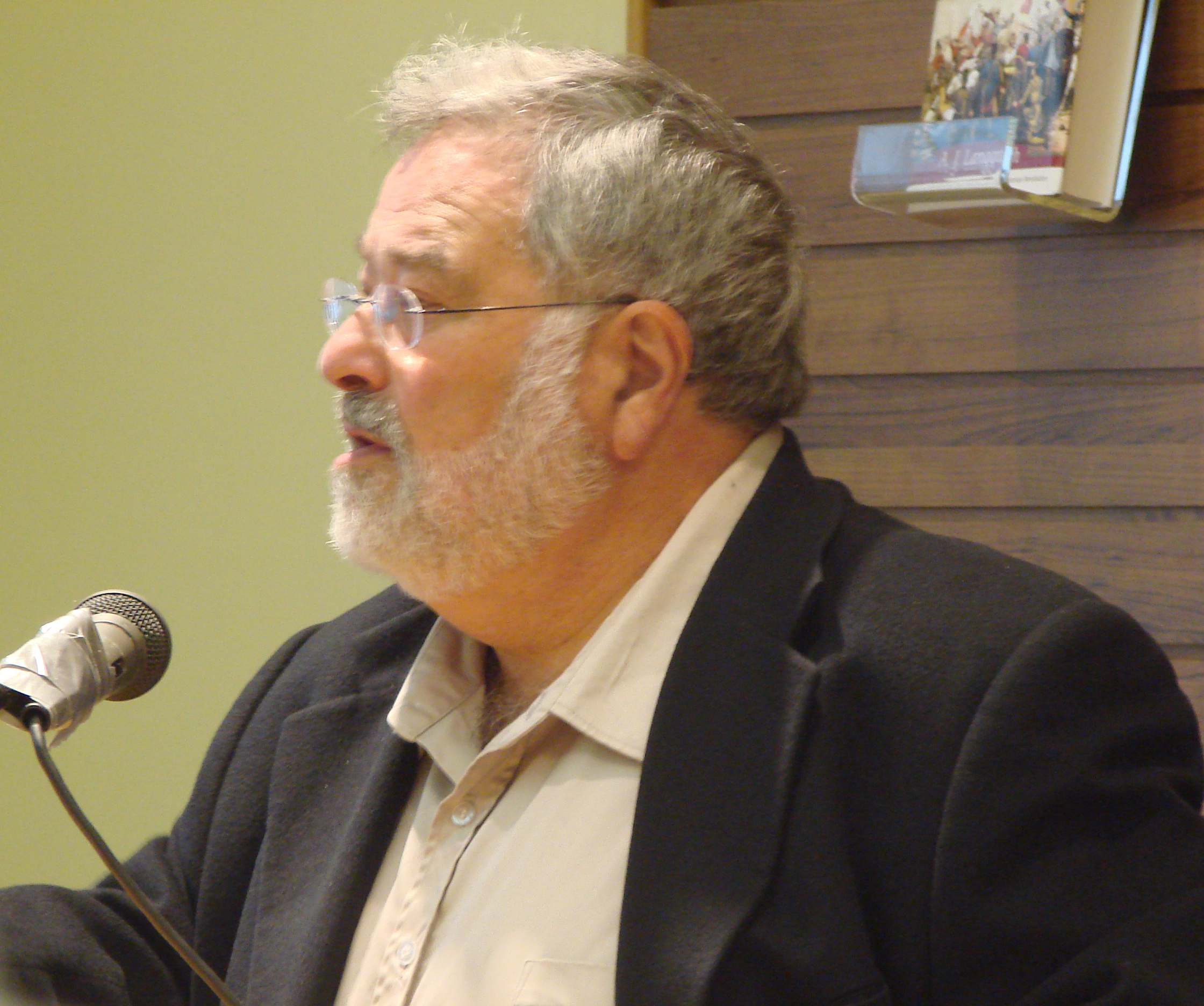
George Lakoff

Il s'attache alors, au travers de son étude, à montrer le recours systématique aux métaphores dans les différents domaines de la vie comme le sommeil, la nourriture, le travail, l'amour ou le sexe. Les métaphores définissent ainsi un réseau de relations entre les choses qui constituent notre expérience personnelle du monde et notre perception culturelle — ce qu'il nomme des métaphores culturelles. Ainsi, à propos de la métaphore de la guerre, Lakoff explique : « « La discussion c’est la guerre ». Cette métaphore est reflétée dans notre langage quotidien par une grande variété d’expressions : Vos affirmations sont indéfendables. Il a attaqué chaque point faible de mon argumentation. Ses critiques visaient droit au but. J’ai démoli son argumentation. Je n’ai jamais gagné sur un point avec lui. Tu n’es pas d’accord ? Alors, défends-toi ? Si tu utilises cette stratégie, il va t’écraser. Les arguments qu’il m’a opposés ont tous fait mouche. […] C’est en ce sens que la métaphore « La discussion c’est la guerre » est l’une de celles qui, dans notre culture, nous font vivre : elle structure les actes que nous effectuons en discutant ».
Lakoff conclut que « l'objectivisme n'est pas en mesure de rendre compte de façon satisfaisante de la compréhension humaine ».

#### Ressemblance et communication: Deirdre Wilson et Dan Sperber
Wilson et Sperber suggèrent que « contre l'opinion générale, l'interprétation de tout énoncé sans exception exploite une relation de ressemblance » entre « l'énoncé et une pensée ». Dans ce cadre, ils étudient la métaphore au même titre que l'ironie, l'approximation consciente, l'hyperbole, la citation ou la représentation implicites de la pensée de quelqu'un d'autre, tout en soulignant les différences entre ces exceptions à la « règle de littéralité ». Ils remettent en question la définition de la métaphore en tant que « l'exploitation d'une ressemblance de sens entre le terme propre et le terme figuré » : l'idée de « tigre » est proche de celle de « lion », pourtant on ne dira pas métaphoriquement d'un tigre que « c'est un lion », alors qu'on pourra le dire à propos d'un valeureux guerrier : selon eux, c'est parce que la ressemblance dans le premier cas serait trop grande pour que la métaphore fonctionne. Les métaphores, basées sur des « mécanismes psychologiques fondamentaux », ne constitueraient pas un écart ou une transgression par rapport à une norme, mais « des exploitations créatives et évocatrices » du fait que tout énoncé « ressemble », d'une manière ou d'une autre, à une pensée du locuteur : l'auditeur anticiperait une telle ressemblance, dans le cadre général de l'anticipation de pertinence, sans idée préconçue quant au caractère littéral, métaphorique ou approximatif de l'énoncé.

### Psycholinguistique
La psycholinguistique voit dans la métaphore un processus, plutôt qu'un effet du seul domaine du langage. André Leroi-Gourhan observe que lorsque des hommes créent une nouvelle « machine », ils la désignent par des mots nouveaux, d'abord particuliers aux jargon du métier ou de la discipline. Cette création se fait selon un principe d’économie : si un mot existant peut « représenter » l’élément nouveau, alors il est employé par synecdoque, par métonymie et parfois par métaphore, selon les situations. La société est la matrice qui conditionne l'apparition et l'emploi des métaphores. Dans La Naissance de la Conscience dans l’effondrement de l’esprit, le psychologue américain Julian Jaynes soutient qu'un processus métaphorique enraciné dans le mode de perception visuelle permet la conscience réflexive, proprement humaine. Pour lui, à la base de tout langage existe la perception brute, qui est le mode de compréhension premier du monde : il s'agit ensuite de parvenir à une métaphore de cette chose, en lui substituant quelque chose qui nous soit plus familier[pas clair].

### Arts visuels

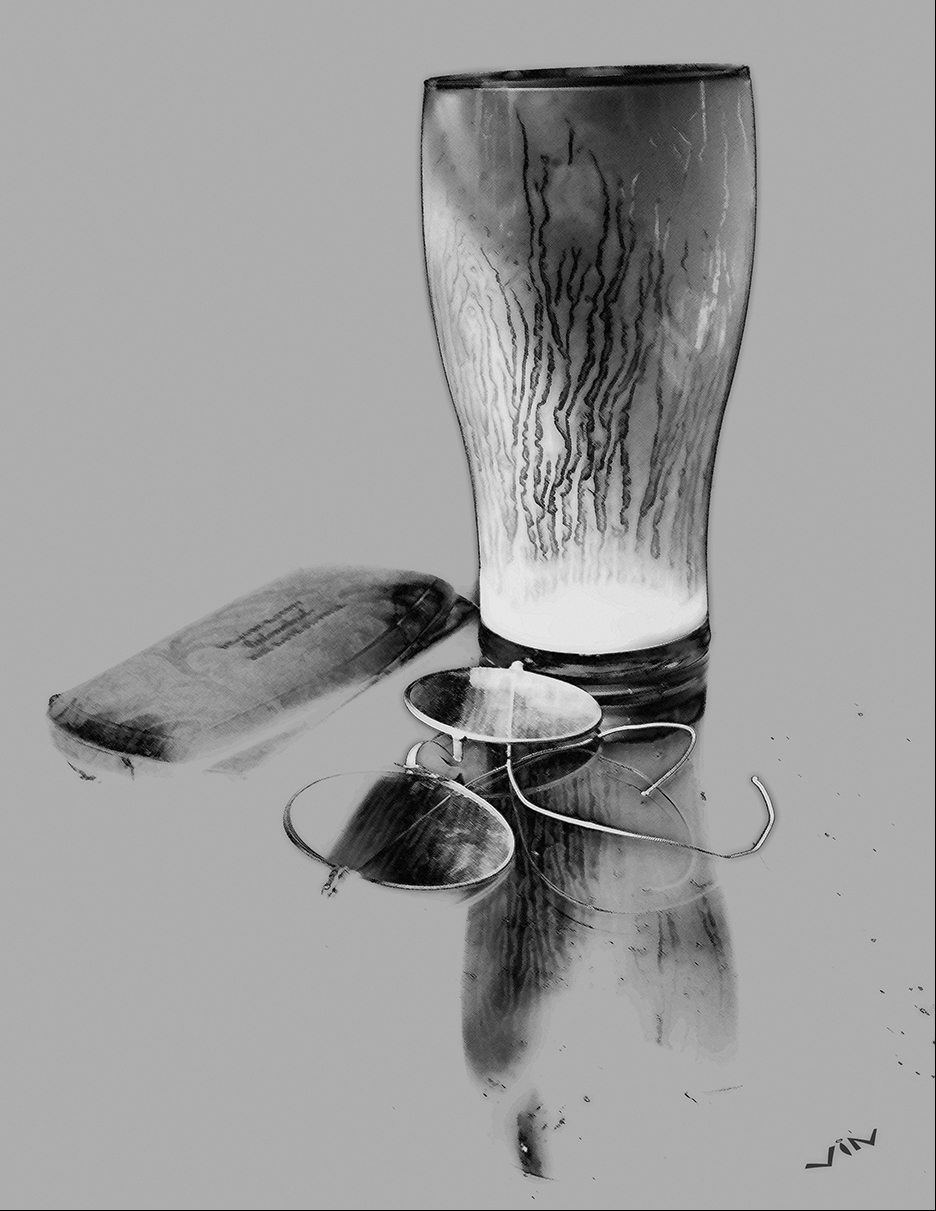
Métaphore ou comparaison? Le sème de la transparence est ici renvoyé par tous les objets disposés.

La métaphore étant la figure de similitude majeure, certains auteurs transposent ce concept à d'autres arts que celui du discours, notamment la peinture d'art. Depuis l'époque classique, les peintres en quête de reconnaissance sociale ont multiplié les liens avec la rhétorique ; mais jusqu'à l'époque moderne, on ne confondait pas les symboles et allégories de la peinture avec la métaphore, qui finit par englober toutes les similitudes.
Certains critiques et professionnels appliquent ce concept de métaphore élargie à tout rébus ou symbole au cinéma, à la publicité[réf. souhaitée], à la musicologie. Mais peut-on pour autant parler sans précaution de métaphore et transposer sans précaution une terminologie élaborée pour la communication linguistique à la visuelle ? Dans son Traité du signe visuel (1992), le Groupe µ étudie cette question de la transposition, étude reprise plus d'une fois par l'un de ses membres, Jean-Marie Klinkenberg, et se montre prudent devant l'utilisation du terme métaphore ici, démontrant qu'il faut distinguer soigneusement les structures des deux familles de figures, la "métaphore visuelle" pouvant parfois se rapprocher du mot-valise.